# Municipio de Tama (condado de Tama)
El municipio de Tama (en inglés: Tama Township) es un municipio ubicado en el condado de Tama en el estado estadounidense de Iowa. En el año 2010 tenía una población de 3064 habitantes y una densidad poblacional de 98,01 personas por km².

## Geografía
El municipio de Tama se encuentra ubicado en las coordenadas 41°57′55″N 92°35′28″O / 41.96528, -92.59111. Según la Oficina del Censo de los Estados Unidos, el municipio tiene una superficie total de 31.26 km², de la cual 30.85 km² corresponden a tierra firme y (1.33%) 0.41 km² es agua.

## Demografía
Según el censo de 2010, había 3064 personas residiendo en el municipio de Tama. La densidad de población era de 98,01 hab./km². De los 3064 habitantes, el municipio de Tama estaba compuesto por el 75.07% blancos, el 0.49% eran afroamericanos, el 9.56% eran amerindios, el 0.33% eran asiáticos, el 0.03% eran isleños del Pacífico, el 9.2% eran de otras razas y el 5.32% pertenecían a dos o más razas. Del total de la población el 23.01% eran hispanos o latinos de cualquier raza.